# Jean-Paul Nerrière
Jean-Paul Nerrière (1940) è un ingegnere informatico francese, inventore della lingua globish.
In qualità di manager dell'IBM, negli anni novanta del xx secolo, ha viaggiato in varie parti del mondo, in particolare in Giappone, e lì si è accorto che un nuovo linguaggio globale stava prendendo sempre più campo. Questa consapevolezza derivava dalle esperienze avute nei meeting internazionali a cui aveva partecipato: si era accorto infatti "che i non madrelingua si intendevano molto meglio con i clienti, coreani e giapponesi, piuttosto che con i manager britannici o statunitensi" riuscendo a comprendersi perfettamente con pochi vocaboli e una sintassi sgrammaticata e individuando, in questa nuova tipologia di linguaggio "l'affermazione di un dialetto globale del terzo millennio" che chiamò globish.
Il termine, contrazione di global - english, si avvale di "un inglese semplificato, contaminato e ristretto da internet e nuove tecnologie", un nuovo linguaggio, molti termini del quale, a detta di Nennière, sono già utilizzati da 4 miliardi di persone.
Nennière, con questa nuova lingua da lui inventata (con soli 1500 vocaboli), ritiene di raccogliere, alle soglie del terzo millennio, le istanze linguistiche ancora mai codificate dei parlanti nell'area di contaminazione anglofona del mondo e consentire un dialogo trasversale anche a chi non conosce perfettamente l'inglese.
I suoi due libri, Decouvrez le globish e Don't speak english, parlez globish sono stati tradotti in diverse lingue e nel 2005 una sintesi dei due è stata tradotta in italiano.
A Jean-Paul Nerrière ed al globish il settimanale Newsweek ha dedicato diversi articoli di approfondimento.

## Opere
- Guida per parlare Globish, Agra editrice, 2005.